# Sycozoa seiziwadai
Sycozoa seiziwadai är en sjöpungsart som beskrevs av Takasi Tokioka 1952. Sycozoa seiziwadai ingår i släktet Sycozoa och familjen Holozoidae. Inga underarter finns listade i Catalogue of Life.